# Dea Trier Mørch (film)
Dea Trier Mørch er en film instrueret af Jacob Jørgensen efter eget manuskript.

## Handling
I et interview med Ritt Bjerregaard fortæller grafikeren og forfatteren Dea Trier Mørch (1941-2001) om arbejderkunst, massekunst og kommunismens menneskesyn, samt om at få arbejde og familieliv til at gå op i en højere enhed.